# Pizza Pizza

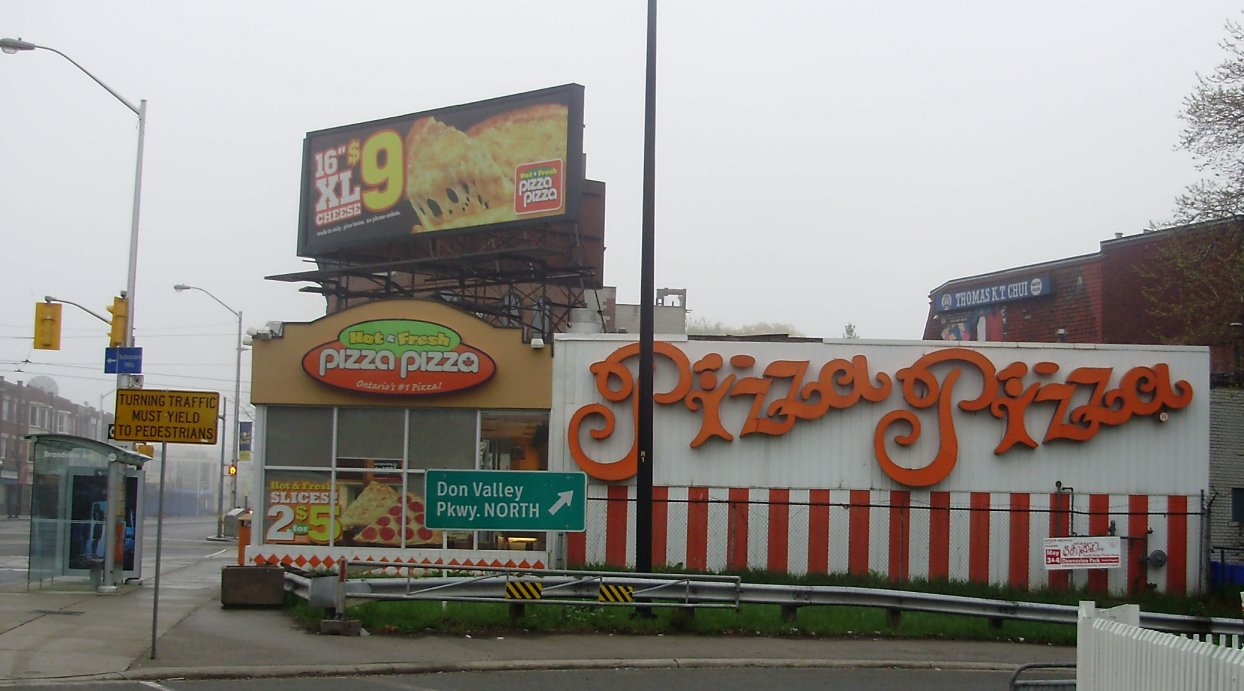
Un ristorante pizzeria al 55 Danforth Avenue a Toronto

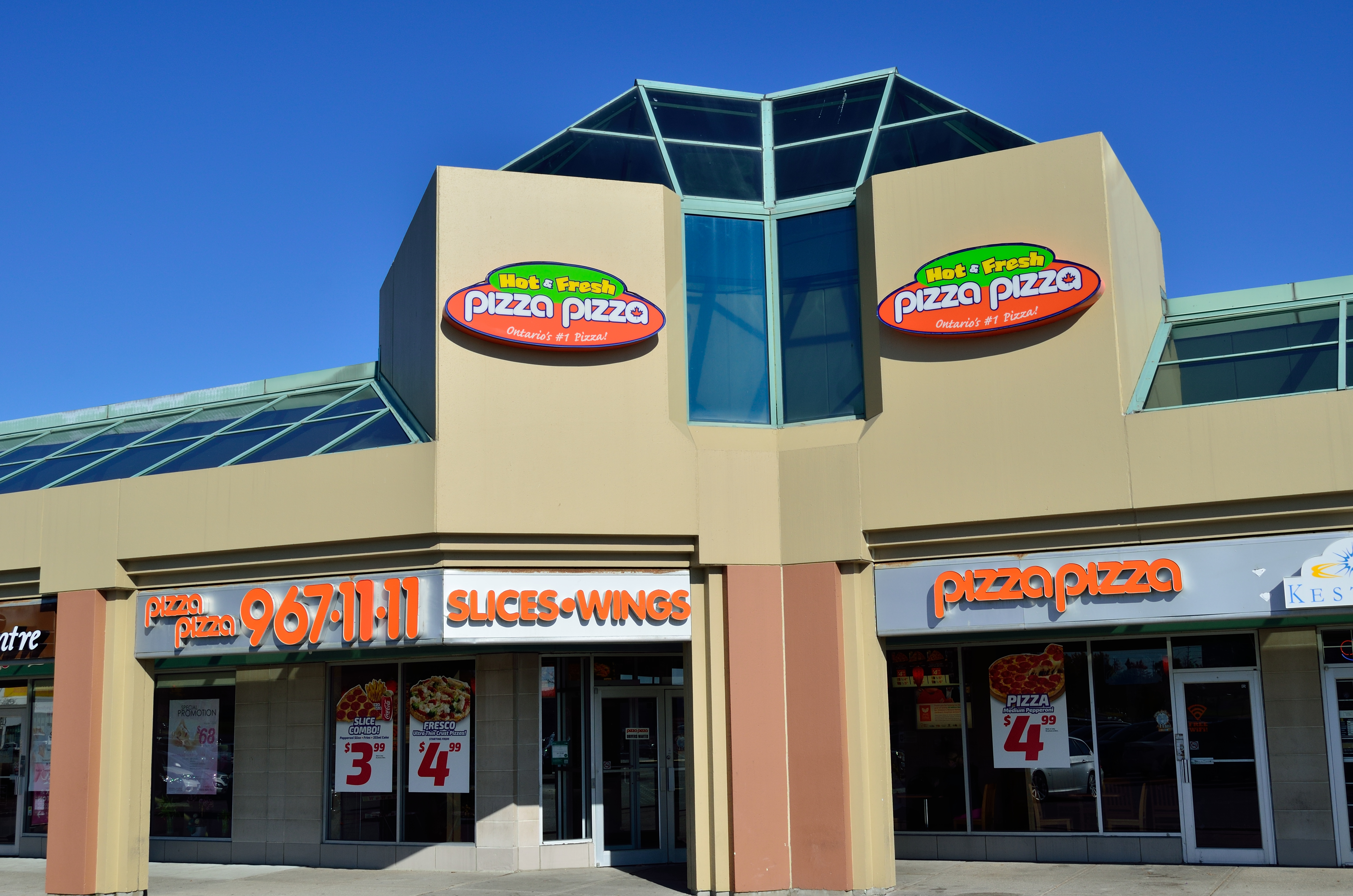
Pizza Pizza a Markham

Pizza Pizza Ltd. è una catena di ristorazione e pizzeria veloce canadese con sede a Toronto, Ontario. I suoi ristoranti si trovano principalmente nella provincia dell'Ontario, mentre altri si trovano in Quebec, Nuova Scozia e Canada occidentale.

## Storia
La catena è stata fondata da Michael Overs, che ha aperto il primo ristorante il 31 dicembre 1967, all'angolo tra Wellesley e Parliament Street a Toronto. Ha posseduto la catena fino alla sua morte nel 2010. Si è espanso in tutta l'area di Toronto negli anni '70 e in tutto il resto dell'Ontario negli anni '80 e '90.
La catena ha aperto i suoi primi ristoranti in Quebec a metà degli anni '80, ma si è ritirata dopo pochi anni. È tornato in provincia, a Gatineau, nel marzo 2007. Alla fine del 2007 sono state aperte sedi nell'area di Montreal nei distretti di Notre-Dame-de-Grâce e Pierrefonds-Roxboro.
Pizza Pizza ha iniziato a espandersi in modo significativo al di fuori dell'Ontario durante gli anni 2000. Nella sua presentazione di offerta pubblica iniziale del 2005, la catena ha annunciato che avrebbe preso in considerazione l'espansione nel Canada occidentale, includendo potenzialmente l'acquisto di catene locali esistenti. Ciò ha portato a un accordo del giugno 2007 per l'acquisto di Pizza 73 con sede ad Alberta. Inoltre, nell'ottobre 2006, la società ha annunciato che si sarebbe espansa nel mercato del Quebec, partire dalla sponsorizzazione dei Montreal Canadiens. La catena si è espansa nella British Columbia Lower Mainland nel 2009, tuttavia tutte le sedi sono state chiuse (Pizza 73 aveva già una sede a Prince George nell'interno della Columbia Britannica), e subito dopo sono state aggiunte sedi in Manitoba e Saskatchewan. La catena è tornata a Vancouver nel 2018. Pizza Pizza ha aperto il suo primo negozio ad Halifax, Nuova Scozia nel giugno 2010.

## Curiosità
Alla catena di pizzerie americana non affiliata Little Caesars fu vietato di usare il loro slogan "Pizza! Pizza!" In Canada a causa dello slogan di Pizza Pizza registrato come marchio da JAD Productions Corporation. Invece, usano "Two Pizzas (due pizze!)" o "Delivery! Delivery! (Consegna! Consegna !)", "Quality! Quality! (Qualità! Qualità!)" e diverse combinazioni di due parole.